# Fintice
Fintice (em húngaro: Finta) é um município da Eslováquia, situado no distrito de Prešov, na região de Prešov. Tem 11,24 km² de área e sua população em 2018 foi estimada em 2.078 habitantes.

## Demografia
| Ano:        | 1994 | 2004    | 2014    | 2024    |
| ----------- | ---- | ------- | ------- | ------- |
| Broj ljudi: | 1455 | 1676    | 1942    | 2550    |
| Razlika:    |      | +15,18% | +15,87% | +31,30% |

| Ano:               | 2023 | 2024   |
| ------------------ | ---- | ------ |
| Número de pessoas: | 2445 | 2550   |
| Diferença:         |      | +4,29% |